# ディスペンサ
ディスペンサとは液体定量吐出装置であり、液体を精度良く定量供給するコントローラ及びその周辺機器の総称である。語源は英語のdispenseである。一般的にはキャッシュディスペンサ、ドリンクディスペンサ、シャンプーディスペンサ、ソープディスペンサー（英: Soap dispenser）、テープディスペンサーなどが認知されているが、製造業界では液体定量吐出装置及びその周辺機器を特に意味する言葉として定着している。

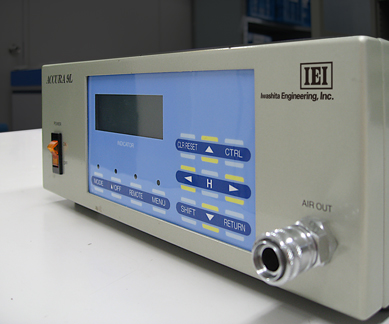
ディスペンサコントローラー外観写真
(岩下エンジニアリング製ACCURA-9)

## 歴史
ディスペンサはアメリカのEFD社[現：ノードソン(EFD)]で開発され、その後、株式会社サンエイテックによって国内に導入された。日本には1972年に岩下エンジニアリングがアメリカより輸入販売を開始し、その後国内でもディスペンサの製造販売が開始されており、現在では、国内では数社が、サンエイテックが販売開始したEFD［現ノードソン社］の製品に続いて参入し、海外にも輸出している。

## 制御原理
ディスペンサは定量塗布を制御するコントローラを基本に、それに付随して用途に応じたアクセサリ類を同時に使用する。材料を入れるバレルや、材料の種類に応じたノズル、ニードルなど。また、塗布の自動化の目的で、ディスペンサを搭載したロボットや、自動塗布装置なども多くの製造現場で使用されている。

## 用途
エレクトロニクス分野のみならず医療・検査業界、食品等あらゆる製造業に普及している。
- エレクトロニクス業界
  - 表面実装工程で電子回路基板への接着剤、はんだの塗布や液晶材の注入に使用。
- 医療・検査業界
  - サンプルの前処理、製薬･試薬等の生産工程における分注作業の吐出に使用。
- 化粧品業界
  - 研究開発のための実験等に不可欠な多品種液体秤量の吐出に使用。

## 材料の定量供給方式
吐出材料を一定量供給する方式としては下記の分類を行うことができる。
- 流量制御方式
  - 加圧ON/OFF型
  - 流路ON/OFF型
- 容積計量方式
  - 計量室固定型
  - 計量室変化型

## 水頭差補正
水頭差とはバレル内部の液量が変化することに起因して発生する吐出量の変化を意味する。バレル内部の空間容積が大きくなることで、圧縮エアを送り込んだ際にタイムラグが発生し、それがディスペンサの反応を誘発してしまう。一般に吐出作業を行う際には、吐出量の変化が嫌われるため、下記の方式により水頭差補正を行っている。また、シリンジ（バレル）が長い場合や液剤粘度が高い場合にも起こる。

### 時間補正方式
吐出時間を調整することにより材料の吐出量を一定に保持する制御方式である。制御方法は単純であり、毎回の吐出ごとに正確に補正ができる利点がある。材料吐出時間（タクトタイム）が変化してしまい、自動化された生産ラインの中では使用できないという欠点が指摘されることがある。メーカーにより実際の補正時間の増加は初期値の10%から30%以内と説明されることがあるが、大容量のシリンジ（バレル）を使用していた場合、材料の種類によっては大幅な補正時間増加となる場合もある。微量吐出の分野では水頭差変化は数ミリSecから数十ミリSecの範囲内であり問題視されることが少なかったため、これまでの水頭差補正方式としては多く採用されている。

### 圧力補正方式
時間補正方式によるタクトタイムの変化という欠点を克服すべく開発されたのが圧力補正方式である。材料残量が少なくなった際に吐出圧力を強くし、それにより吐出量を一定に保持する方式である。以前は時間補正方式同様に事前に吐出データを採取し、それにより補正圧力を決定する必要があったが、近年ではコントローラー内部に補正データを有し、サンプリングレスでの圧力補正機能を備えた製品も開発され、僅かでも材料吐出時間が増加する時間補正方式の欠点を補う方式であり、今後微量塗布の分野でも応用が可能である。

### 液ダレ防止
低粘度材料を塗布する場合、シリンジに入れた材料がニードルより垂れる現象（液ダレ）が発生する。液ダレを防止するために一般的には液ダレ防止弁、または負圧機能を使用する。
液ダレ防止弁は内部にスプリング機能を採用した簡易バルブ機能であり、シリンジに加圧された際に弁が開く構造となっている。負圧機能方式は、コントローラーによりシリンジに負圧を発生させ液ダレを防止するものである。負圧は手動設定が一般的であるが、負圧を過大に設定し材料がコントローラー内部に逆流し装置を故障させる可能性がある。他に圧力補正方式があるが、この方式では水頭差により変化する負圧を自動的に算出し補正を行うコントローラーも開発されている。

## 製造会社
並びは五十音順。
- 岩下エンジニアリング[注釈 1]
- IHI回転機械エンジニアリング
- エース技研[注釈 2]
- エンジニアリングシステム[注釈 3]
- サンエイテック[注釈 4]
- スタックシステム[注釈 5]
- ナカリキッドコントロール[注釈 6]
- 日本ソセー工業[注釈 7]
- ノードソン[注釈 8]
- ノードソンEFD[注釈 9]
- 兵神装備[注釈 10]
- 武蔵エンジニアリング[注釈 11]
- ユニコントロールズ[注釈 12]
- ミナトコンセプト[注釈 13]

### 表面実装関連
- パナソニック スマートファクトリーソリューションズ
- ヤマハ発動機 IMカンパニー
- JUKI